# Neofit Bozweliewo
Neofit Bozweliewo (bułg. Неофит Бозвелиево) – wieś w Bułgarii, w obwodzie Kyrdżali, w gminie Momcziłgrad. Według danych szacunkowych Ujednoliconego Systemu Ewidencji Ludności oraz Usług Administracyjnych dla Ludności, 15 grudnia 2018 roku miejscowość liczyła 336 mieszkańców.